# Kei Inoo
 (juin 2016).
Si vous disposez d'ouvrages ou d'articles de référence ou si vous connaissez des sites web de qualité traitant du thème abordé ici, merci de compléter l'article en donnant les références utiles à sa vérifiabilité et en les liant à la section « Notes et références ».
Kei Inoo (伊 野 尾 慧 Inoo Kei, né le 22 juin 1990 dans la préfecture de Saitama) est un chanteur, acteur, danseur japonais, et membre du groupe de J-pop Hey! Say! JUMP.
Le 23 septembre 2001, il est devient stagiaire chez Johnny & Associates. Plus tard, devient membre du groupe J.J. Exprimez, et finalement fait ses débuts avec Hey! Say! JUMP. C'est un excellent pianiste, et il joue des claviers lors des spectacles du groupe.
En parallèle de ses activités musicales, il étudie de 2009 à 2013 l'architecture à l'université Meiji.

## Filmographie

### Télévision
- 2018 : Tokyo Alien Bros. : Fuyunosuke